# Carlsberg
A Carlsberg Group (Carlsberg Csoport) egy sörgyártó cég, melyet 1847-ben J. C. Jacobsen alapított fia, Carl Jacobsen neve után. Székhelye Dániában, Koppenhágában van. A cég fő márkája a Carlsberg sör, de ezenkívül ők gyártják még a Tuborgot, és egyéb helyi söröket is. A 2001 januárjában  a norvég Orkla ASA-val történő összeolvadás következtében a Carlsberg lett a világon az ötödik legnagyobb sörfőző vállalat.

## Márkanevek
- Carlsberg (globális)

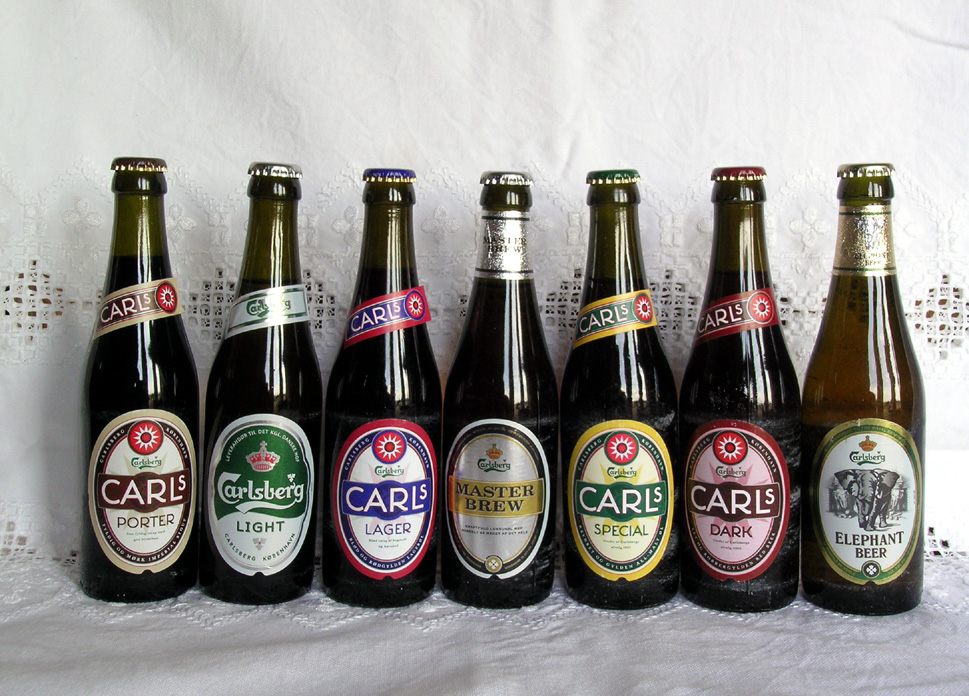
Carlsberg sörök

- Carlsberg Export (Egyesült Királyság).
- Semper Ardens
- Elephant
- Special brew
- Tuborg (területi)
- FuZzi (területi)
- Carls (területi)
- Tetley (Egyesült Királyság)
- Halida Beer (Vietnám)
- Chang Beer (Thaiföld)
- Holsten (Németország)
- Lav (Szerbia)
- Feldschlösschen (Svájc)
- Cardinal Lager (Svájc)
- Baltika (Oroszország) - 50%-ban kapcsolódás a BBH vállalkozással
- Pripps (Svédország)
- Carnegie Porter (Svédország)
- Falcon (Svédország)
- Karhu (Finnország)

- Koff (Finnország)
- Ringnes (Norvégia)
- Frydenlund (Norvégia)
- Dahls (Norvégia)
- Arendals (Norvégia)
- Nordlands (Norvégia)
- Tou (Norvégia)

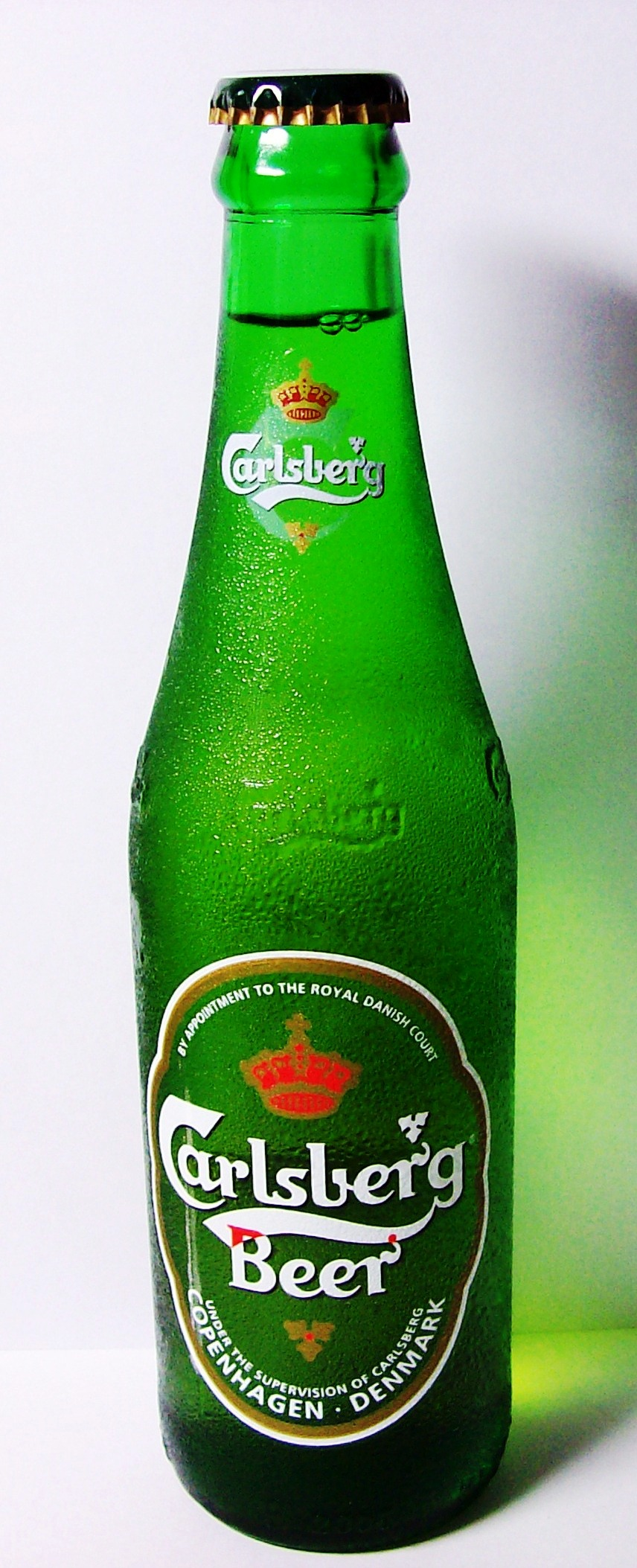
Carlsberg

- Okocim, Bosman és Harnaś (Lengyelország)
- Pan (Horvátország)
- Pirinsko és Shumensko (Bulgária)
- Saku (Észtország)
- Skol (Brazília)
- Splügen és Bock 1877 (Olaszország)
- Ramlösa (Svédország)
- Troy és Venüs (Törökország).
- Saxon Beer (gluténmentes sör)
- Jacobsen
- Vole (Törökország).
- Astra (Németország)
- Carlsberg (Portugália)
- Somersby